# Atalanta Planitia
Atalanta Planitia je jedna z největších a nejhlubších planin na povrchu Venuše nacházející se na severní polokouli. Rozkládá se na území přesahující 1500 km a sahá do hloubky okolo 2 km s téměř kruhovým tvarem. Předpokládá se, že oblast Atalanta Planitia vznikla jako důsledek poklesu materiálu ve svrchním plášti vlivem procesu tzv. downwellingu.
Oblast se rozkládá v rozmezí 50° k 75° severní šířky a mezi 120 až 180° východní délky. Oblast byla podrobně prozkoumána v rámci radarového snímkování sondy Magellan, ale již před touto misí byla známa. Měření potvrzující, že se jedná o nížinnou oblast provedla již sonda Pioneer Venus a snímky sond Veněra 15 a 16 přinesly poznatky, že oblast je ohraničena množstvím hřbetů od okolí. Kolem planiny se nachází celky jako Nightingale Corona a Earhart Corona v oblasti Tethus Regio na západě, dále Ananke Tessera a Vellamo Planitia na jihozápadě a extenzivní zóna hřbetů na východě. Na jihu se vyskytují planiny Vellamo a Ganiki Planitia, severozápad je ohraničen oblastí Louhi Planitia a na severovýchodě pak Lukelong Dorsa.
V oblasti se nachází gravitační anomálie.